# エンジェル (テレビドラマ)
『エンジェル』（Angel）は、1999年から2004年にかけてアメリカで製作されたテレビドラマ（海外ドラマ）。『バフィー 〜恋する十字架〜』のスピンオフ作品。全5シーズン。日本では2001年10月7日からFOXチャンネルで放送された、二か国語放送を実施。

## ストーリー

### 第1シーズン〜第5シーズン
バンパイアのエンジェルが最愛の恋人バフィーに別れを告げ、ロサンゼルスに引っ越す。ロサンゼルスでコーディリア、ウェスリーと再会、ガン、フレッドなど新しい友人を得て、探偵事務所を開き、人助けを行う。その後、エンジェルは悪徳弁護士グループ「ウルフラム&ハート」社と和解、この会社の幹部になるが、友人フレッドの死をきっかけに「ウルフラム&ハート」社の最高意思決定機関「黒い棘の会」に闘いを挑む。
このシリーズは第5シーズンの最終回のラストシーンで、エンジェルが路地でウルフラム&ハートが放った刺客の悪魔たちと対決するところで終了している。続編である『After the Fall』はコミック版として2007年11月からアメリカで発売された。

### After the Fall
テレビドラマ『エンジェル』の続編。

#### 第1章〜第3章
ウルフラム&ハートの報復により地獄に移転されてしまったロサンゼルスが舞台。エンジェルはスパイク、イリリアなどかつての仲間たちと袂を分かち、新たに仲間となったドラゴン、幽霊となったウェスリーとともにロサンゼルスの治安回復のため戦う。

#### 第4章〜第5章
その後、ローン、グルーサラッグとも再会したエンジェルは、イリリア、スパイクと和解、横暴の限りを尽くすビッグ・ワンズに戦いを挑む。

## 登場人物

### 主要登場人物
注1:コミックの情報も含まれている。
注2:C/Oの欄に◎印がついているのは『バフィー 〜恋する十字架〜』と重複しているキャラクター。
| メインキャスト | メインキャスト                   | メインキャスト                                | メインキャスト | メインキャスト       | メインキャスト           | メインキャスト | メインキャスト                            | メインキャスト |
| C/O            | 役                               | 俳優                                          | シーズン       | エピソード(First)    | エピソード(Last)         | 現況           | 種族                                      | ノート |
| -------------- | -------------------------------- | --------------------------------------------- | -------------- | -------------------- | ------------------------ | -------------- | ----------------------------------------- | --- |
| ◎              | エンジェル                       | デヴィッド・ボレアナズ                        | 1、2、3、4、5  | ヘルマウスへようこそ | Connorland               | アンデッド     | バンパイア                                | バンパイア。ロサンゼルスで探偵事務所を開く。バフィーの親友だったコーディリアと恋に落ちるが、ダーラとも関係を持つ。第5シーズンでコーディリアからヴィジョン（テレパシー）の能力を譲り受ける。ヴィジョンの能力を得たことで、エンジェルはウルフラム&ハートの正体を知ることになる。 |
| ◎              | コーディリア・チェイス           | カリスマ・カーペンター                        | 1、2、3、4、5  | ヘルマウスへようこそ | Aftermath                | 故人           | 人間。 後に「上位的存在（悪魔）」となる。 | 女優。普段はエンジェルの秘書を務める。第1シーズン中盤の「ヒーロー」で、捨て身の作戦を取ろうとしたドイルからテレパシーの能力を譲り受ける。第4シーズン後半でジャスミンを出産する。その後昏睡状態に。死期が迫った彼女はエンジェルたちの前に現れ、皆に別れを告げる。 |
|                | チャールズ・ガン                 | J・オーガスト・リチャーズ                     | 1、2、3、4、5  | 戦場                 | The Trouble With Felicia | 人間           | 人間。 バンパイア                         | ストリートチルドレンの一団を率いているバンパイア・ハンター。途中からエンジェルの仲間になる。第5シーズンではイリリア復活の陰謀にかかわり、激怒したウェスリーに胸を刺される。その後、最終回でウルフラム&ハートとつながりのある上院議員ブルッカーの事務所を襲撃し腹に負傷する。『After The Fall』（コミック）でバンパイアになる。 |
| ◎              | ウェスリー・ウィンダム＝プライス | アレクシス・デニソフ                          | 1、2、3、4、5  | バッドガールズ       | After the Fall           | 故人           | 人間                                      | 元ウォッチャー。最初はエンジェルの部下だったが、第2シーズン中盤でエンジェルの事務所の所長に就任する。第5シーズンでは、フレッドの仇を討つため『黒い棘の会』のヴェイルを襲うが、返り討ちにあう。 |
|                | ウィニフレッド・バークル         | エイミー・アッカー Amy Acker                  | 2、3、4、5     | 所属品               | Only Human               |                | 人間                                      | 心を病んだ美女。パイリアにいたところをエンジェルたちが救出した。愛称は「フレッド」。シリーズ後半では心の傷が癒え、第４シーズンではバンパイア・ハンター、第5シーズンではウルフラム&ハート社の医師になる。第5シーズン後半でノックスたちのわなにはまり、イリリアと化す。 |
|                | ローン                           | アンディ・ホーレット Andy Hallett             | 2、3、4、5     | 闇の裁判             | Lorne                    | 故人           | 悪魔                                      | カラオケバーのホスト。バーが破壊されてからはエンジェルたちと行動を共にするようになる。主な特徴として歌声で未来を読むことができる。また、体を切断されても、ある特定の手順を踏まない限り死ぬことはない。コーディリアに恋心を抱く。 |
| ◎              | スパイク                         | ジェームズ・マースターズ                      | 1、5           | ダイハード・スクール | Connorland               | アンデッド     | バンパイア                                | エンジェルの恋敵。ドゥルーシラ、ハーモニー、バフィーの元恋人。第5シーズンでは心を病んだスレイヤーのデイナから両腕を切り落とされるなどの虐待をうける。第二次大戦中は連合国側のエージェントになったエンジェルとともにドイツ軍のUボートを乗っ取った。 |
|                | コナー                           | ヴィンセント・カーシーザー Vincent Kartheiser | 3、4、5        | 子守唄               | Connorland               | 生存           | 人間                                      | エンジェルとダーラの息子。顔は母親に似る。エンジェルの宿敵ホルツに育てられたため、実父エンジェルに対しあまりよい感情はもっていない。第3シーズンの最終回ではジャスティンのわなにはまり、エンジェルを育ての親ホルツ殺害の犯人と思い込む。第4シーズンではエンジェルの恋人だったコーディリアと恋に落ちる。第4シーズン最終回でエンジェルと対決、身柄をウルフラム&ハートのライラ・モーガンに預けられる。第5シーズンでエンジェルと和解、彼とともに強敵ハミルトンと対決する。 |
| ◎              | ダーラ                           | ジュリー・ベンツ                              | 1、2、3、4、5  | ヘルマウスへようこそ | Drusilla                 | 故人           | 人間/バンパイア                           | エンジェルの恋人。元バンパイア。エンジェルにより殺されたが、リンジー・マクドナルドらの策謀により人間として復活する。 |
|                | アレン・フランシス・ドイル       | グレン・クイン                                | 1              | 天使の街             | ヒーロー                 | 故人           | 悪魔と人間のハーフ。                      | バフィーを想い、酒場で飲んだくれる毎日を送っていたエンジェルに人助けをするよう助言する。かつて人間の女性と結婚していた。 |
|                | イリリア                         | エイミー・アッカー Amy Acker                  | 5              | この世の落とし穴     | Connorland               | 生存           | 古代の悪魔。                              | フレッドに寄生し、彼女を死に至らしめる。その後、彼女の体を乗っ取る。外見：髪の色、目の色ともに青。宿主のフレッドの記憶を有し、フレッドそっくりの外見に変身することができる。最終回「正義は消えず」ではウェスリーを殺したヴェイルの頭蓋を粉砕した。 |
| ◎              | ハーモニー・ケンドール           | メルセデス・マクナブ                          | 2、5           | 収穫                 | Harm                     | アンデッド     | バンパイア                                | コーディリアの旧友。第5シーズンよりレギュラーになる。サニーデール高校の卒業式で起きた事件によりバンパイアと化す。コーディリアは彼女に善の心があると信じるのだが…。 |

### 脇役

#### エンジェルの友人
| エンジェルの友人 | エンジェルの友人                          | エンジェルの友人                   | エンジェルの友人 | エンジェルの友人                             | エンジェルの友人           | エンジェルの友人 | エンジェルの友人 | エンジェルの友人 |
| C/O              | 役                                        | 俳優                               | シーズン         | エピソード(First)                            | エピソード(Last)           | 現況             | 種族             | ノート |
| ---------------- | ----------------------------------------- | ---------------------------------- | ---------------- | -------------------------------------------- | -------------------------- | ---------------- | ---------------- | --- |
|                  | ケイト・ロックリー Detective Kate Lockley | エリザベス・ローム Elisabeth Röhm  | 1、2             | 孤独 Lonely Hearts                           | Connorland                 | 生存             | 人間             | ロサンゼルス市警の刑事。エンジェルの友人。最初エンジェルに親近感を持つが、彼がバンパイアであることを知り距離を置くようになる。 |
| ◎                | アン・スティール                          | ジュリア・リー                     | 2、5             | ウソつき （バフィー）                        | Connorland                 | 生存             | 人間             | 別名：リリー、シャンタレル、ミス・サンシャイン。 バフィーに2回助けられたことがきっかけで、彼女のミドルネームであるアンを名乗るようになる。ロサンゼルスで若者たちのためのシェルターを創設する。 |
| ◎                | バフィー・アン・サマーズ                  | サラ・ミシェル・ゲラー             | 1                | バッフィ/ザ・バンパイア・キラー （映画版）   | Last Gleaming (コミック版) | 生存             | 人間             | エンジェルの恋人。しかし、世界観の違いなどから袂を分かつ。第2シーズンの最終回でエンジェルはウィローからバフィーが死んだことを知らされる。その後のエピソードでバフィーは復活し、サニーデールが崩壊した後、ヨーロッパへ移住。                                                                            |
| ◎                | ウィロー・ローゼンバーグ                  | アリソン・ハニガン                 | 2、4             | ヘルマウスへようこそ （バフィー）            | Last Gleaming (コミック版) | 生存             | 人間             | エンジェルの恋人のバフィーの友人。第4シーズンではアンジェラスと化したエンジェルに魂を与える。サニーデールが崩壊した後、恋人ケネディとともにブラジルに移住した。 |
| ◎                | ダニエル・オズボーン                      | セス・グリーン                     | 1                | インカ帝国のミイラ王女 （バフィー）          | Tuburence                  | 生存             | 人狼             | ウィローの恋人。『バフィー 〜恋する十字架〜』の第4シーズン「残酷な日の光」の続編にあたるエピソード『光と闇』で登場。エンジェルに魔法の指輪を手渡す。 |
| ◎                | フェイス                                  | エリザ・ドゥシュク                 | 1、2、4          | 信念、希望、そして策略 Faith, Hope And Trick | Last Gleaming (コミック版) | 生存             | 人間             | リンジー.マクドナルドがエンジェル抹殺のため放った刺客。バンパイア・スレイヤー。凶暴な性格だったが、エンジェルの説得で心を癒され更生する。第4シーズンではウィローとともにサニーデールへ向かう。 |
|                  | ニーナ・アッシュ                          | ジェニー・モレン Jenny Mollen      | 5                | 解放 Unleashed                               | After the Fall             | 生存             | 人狼             | エンジェルの恋人。人狼の肉を好む人間たちに拉致されたところをエンジェルに助けられる。 |
|                  | マール                                    | マシュー・ジェームズ Matthew James | 2、3             |                                              |                            | 故人             | 悪魔             | エンジェルが雇っていた情報屋。 |
| ◎                | マスター                                  | マーク・メトカーフ                 | 2                | ヘルマウスへようこそ （バフィー）            | Last Gleaming （バフィー） | アンデッド       | バンパイア       | エンジェルの師。回想シーンで登場する。 |
|                  | ドゥロジン Drogyn                         | アレック・ニューマン Alec Newman   | 5                | A Hole in the World                          | パワープレー Power Play    | 故人             | 人間             | エンジェルの友人。エンジェルに協力し、「パワープレー」ではエンジェルの変節が本物であるように見せかけるため虚偽の噂を広める。しかし、イリリアとTVゲームで遊んでいるところをウルフラム&ハートのハミルトンに見つかり拉致される。                                                                          |
| ◎                | ドラゴン                                  |                                    | 5                | ギフト Gift                                  | After the Fall             | 生存             | 竜               | エンジェルの現在の相棒。翼を持つ竜。エンジェルの護衛兼移動手段としての役割を果たす。初登場は『バフィー 〜恋する十字架〜』の第5シーズンの『ギフト』。2回目は『エンジェル』のファイナルシーズンの『正義は消えず』。ウルフラム&ハートの斥候として登場。セバシスの軍隊にエンジェルたちの居場所を知らせた。 |
| ◎                | ルパート・ジャイルズ                      | アンソニー・スチュワート・ヘッド   | 1、5             | ヘルマウスへようこそ                         | Last Gleaming              | 故人             | 人間             | バフィーのウォッチャー。アンジェラスと化したエンジェルに恋人を殺された過去がある。『エンジェル』では名前のみの登場。 |

#### その他の脇役
| その他の脇役 | その他の脇役                  | その他の脇役                       | その他の脇役  | その他の脇役             | その他の脇役                                  | その他の脇役 | その他の脇役                   | その他の脇役 |
| C/O          | 役                            | 俳優                               | シーズン      | エピソード(First)        | エピソード(Last)                              | 現況         | 種族                           | ノート |
| ------------ | ----------------------------- | ---------------------------------- | ------------- | ------------------------ | --------------------------------------------- | ------------ | ------------------------------ | --- |
|              | デニス                        | B.J. ポーター                      | 1、2、3、4    | 解かれた母性愛           |                                               | アンデッド   | 幽霊                           | コーディリアのアパートに取り憑いている幽霊。 数年前、彼は気の触れた母親ピアソンに殺害された。 コーディリアがこの事件を解決した後もアパートに住み着き、コーディリアの身に危険が迫ると、音をたてて合図する。 しかし、コーディリアが合図に気づくことはまずない。 デニスがコーディリアに合図を送ったシーン 第1シーズン 「ゲーム」 フェイスがコーディリアのアパートに侵入したとき、帰宅したコーディリアが部屋に入るのを邪魔する。 （コーディリアはそのとき一緒にいたウェスリーに嫉妬したと誤解する。） 第2シーズン 「Disharmony」 コーディリアの寝室にハーモニーが侵入したとき、ドアをバタンと閉める。 （コーディリアはハーモニーの落ち着かない様子から彼女をレズビアンと誤解する。） また彼はコーディリアの召使としても活躍する。 |
| ◎            | アンドリュー・ウェルズ        | トム・レンク                       | 5             | 洪水 Flooded（バフィー） | Twilight (バフィー第8シーズン（コミック版）） | 生存         | 人間                           | 第5シーズンで登場。スパイクの友人で「Geek Trio」の元メンバー。 第5シーズンの「傷」ではウォッチャーとして登場。スパイクの復活を喜ぶ。 |
|              | イヴ                          | サラ・トンプソン                   | 5             | 信念                     | 正義は消えず                                  | 生存         | シニアパートナーズ・チャイルド | 第5シーズンで登場。 ウルフラム&ハート社の社員。シニアパートナーとのパイプ役を務める。ウルフラム&ハートに入社したエンジェルたちに業務のアドバイスをする。リンジー・マクドナルドと深い繋がりを持ち、エンジェルたちをサポートしながら彼らの動向を探る。スリットスカートが似合う美人だが、実はアンデッド（不死者）。フレッドの死をきっかけにエンジェルの味方になる。 |
|              | グルーサラッグ The Groosalugg | マーク・ルッツ Mark Lutz           | 2、3          |                          | After the Fall                                | 生存         | 悪魔と人間のハーフ             | コーディリアの友人。パイリアにすむ怪物。コーディリアに恋心を抱くが、コーディリアとエンジェルの関係を知り、身を引く。 |
|              | The Powers That Be            |                                    | 1、2、3、4、5 |                          | パワープレー                                  |              |                                | ドイル、コーディリアにビジョンを送り続ける謎の存在。 |
|              | グウェン・ライデン Gwen       | アレクサ・ダヴァロス Alexa Davalos | 4、6          | Ground State             | Aftermath                                     | 生存         | 人間                           | 体から高電圧の電流を発する。 |
|              | ギャビン・パーク              | ダニエル・デイ・キム               | 3、4          |                          |                                               | 故人         | 人間/ゾンビ                    | ウルフラム&ハートの弁護士。同僚のライラ・モーガンとはそりが合わない。 |

### 敵役
注：C/Oはバフィーシリーズとクロスオーバーしているキャラクターを示す。
| ウルフラム&ハート               | ウルフラム&ハート                       | ウルフラム&ハート                                | ウルフラム&ハート | ウルフラム&ハート |
| C/O                             | 役名                                    | 俳優                                             | 解説 |                   |
| ------------------------------- | --------------------------------------- | ------------------------------------------------ | --- | ----------------- |
|                                 | リンジー・マクドナルド Lindsey McDonald | クリスチャン・ケイン Christian Kane              | ウルフラム&ハートの悪徳弁護士。魔界とコンタクトを取り、エンジェルに対し刺客を送り続ける。その後エンジェルたちと和解するが、過去の因縁からローンに射殺される。 |                   |
|                                 | ライラ・モーガン Lilah Morgan           | ステファニー・ロマノフ Stephanie Romanov         | リンジーの同僚。敵役だが、エンジェルたちの味方になることもある。第3シーズンでエンジェルと不仲になったウェスリーと恋に落ちる。第4シーズン後半ではアンジェラスと化したエンジェルを倒そうとするが、魔物に取りつかれたコーディリアによって殺害される。その後復活し、エンジェルたちをウルフラム&ハート社に勧誘する。 |                   |
|                                 | リー・マーサー Lee Mercer               | トーマス・バー Thomas Burr                       | リンジーとライラの同僚。「ゲーム」では元スレイヤーのフェイスに暴行を受ける。その後、ホランドに他の弁護士事務所から誘われていたことがばれ、警備員に射殺される。 |                   |
|                                 | ホランド・マナーズ                      | サム・アンダーソン Sam Anderson                  | リンジーとライラの上司。リンジーの父親的存在。 第2シーズン「同窓会」でダーラとドゥルーシラによって殺害されるが、その後復活する。 |                   |
|                                 | リンウッド・マロー Linwood Murrow       | ジョン・ルービンシュタイン John Rubinstein       | ホランド・マナーズの後任。 |                   |
|                                 | ノックス                                | ジョナサン・M・ウッドワード Jonathan M. Woodward | ウルフラム&ハート社の医師。 一見フレッドに恋心抱く内気な青年だが、イリリア復活の陰謀に加担し、ウェスリーに射殺される。 |                   |
|                                 | スパロー Doctor Sparrow                 | マーク・バン Marc Vann                           | ウルフラム&ハートの医師。ノックスの上司でガンの主治医。フレッドの死に絡み、ウェスリーから暴行を受ける。その後、コミック『Old Friends』でマッドサイエンティストとして再登場する。 |                   |
|                                 | マーカス・ハミルトン                    | アダム・ボールドウィン                           | シニア・パートナーの代理。 最終回では、エンジェルの目的がシニアパートナーの弱体化にあることを知り、エンジェルの抹殺を図る。 エンジェルとの闘いのとき、自分はシニアパートナーの一部であり、ウルフラム&ハートの血で創られたと宣言する。 ハミルトンの死後、ウルフラム&ハー社の社屋は音を立てて崩れはじめる。       |                   |
|                                 | シニアパートナー                        |                                                  | ウルフラム&ハートの最高責任者。 人間を作り出す力を持つ。 本名：ウルフ（狼）、ラム（雄羊）、ハート（牡鹿） After The Fall(コミック)ではロサンゼルスを地獄へ移送する。 |                   |
| 第1シーズン                     |                                         |                                                  | |                   |
|                                 | メルツァー                              | アンディ・アンバーガー Andy Umberger             | ロサンゼルスの医師。女性患者にストーカー行為をはたらく。自分の体をいくつものパーツに分離する特殊能力を持つ。 |                   |
|                                 | ヴォッカ                                |                                                  | 闇の戦士。リンジーの刺客。蛆のわいた顔をマスクで覆っている。 |                   |
|                                 | ラッセル                                | ヴィト・ルギニス Vyto Ruginis                    | 芸能界の大物。新人女優を次々と毒牙にかける。リンジーの顧客。 |                   |
| ◎                               | ウェザビー Weatherby                    | ジェフ・リケッツ Jeff Ricketts                   | カウンシル(後見人委員会)の殺し屋。 |                   |
| 第2シーズン                     |                                         |                                                  | |                   |
| ◎                               | ドゥルーシラ                            | ジュリエット・ランドー                           | リンジーの手下。バンパイア。エンジェルの恋人ダーラを襲う。 ドゥルーシラのサイヤーはエンジェル。予知能力を持つ。 |                   |
|                                 | ゾンビ警官                              |                                                  | ロサンゼルスの警察署長が蘇らせた殉職警官。 しかし、署長の思惑に反し、一般市民を襲う。 |                   |
| 第3シーズン                     |                                         |                                                  | |                   |
|                                 | ダニエル・ホルツ                        | キース・ザラバッカ Keith Szarabajka              | バンパイア・ハンター。妻子をダーラとアンジェラスに殺された上、幼い娘をバンパイアにされたため、エンジェルを憎んでいる。 その後現在のエンジェルに魂があることを知る。 エンジェルの息子コナーの里親。 |                   |
|                                 | サージャン Sahjhan                      | ジャック・コンリー Jack Conley                   | ダニエル・ホルツの相棒。 |                   |
|                                 | ジャスティン・クーパー                  | ローレル・ホロマン Laurel Holloman               | ダニエル・ホルツの手下。バンパイア・ハンター。 |                   |
|                                 | スキップ Skip                           | デヴィッド・デンマン David Denman                | 悪魔。地獄の門の番人。激しい頭痛に悩まされているコーディリアに対しある契約を結ばせる。その後第4シーズンでウェスリーによって射殺される。 |                   |
|                                 | タイク                                  | アンソニー・スターク                             | ロサンゼルスのギャング。コナーに左耳を切り取られる。 |                   |
|                                 | ジェームズ・ホルツ                      | ロン・メレンデス Ron Melendez                    | バンパイア。かつてエンジェルとは親友だった。自分の恋人を殺され、エンジェルに復讐しようとする。 |                   |
|                                 | エリザベス                              | ケイト・ノービー Kate Norby                      | ジェームズ・ホルツの恋人。大学寮を襲撃し、エンジェルに殺害される。 |                   |
| 第4シーズン                     |                                         |                                                  | |                   |
|                                 | ビースト                                | ウラジミール・クリッチ Vladimir Kulich           | 皆既日食を創り出し、ロサンゼルスを闇に変える。 |                   |
|                                 | マスターの声 Master's Voice             | ピーター・レナデイ Peter Renaday                 | アンジェラスと化したエンジェルに囁きかける声。後に声の主はビーストマスターと化したコーディリアだとわかる。 |                   |
|                                 | ジャスミン                              | ジーナ・トレス Gina Torres                       | コーディリアの体内から生まれた怪物。 普段は黒人の若い女性の姿をしている。 些細なことでフレッドが彼女の正体に気づく。 エンジェルと死闘を繰り広げるが、エンジェルの息子コナーによって退治される。 |                   |
| 黒い棘の会                      |                                         |                                                  | |                   |
|                                 | ベイル Cyvus Vail                       | デニス・クリストファー Dennis Christoper         | 呪術師。「黒い棘の会」のメンバー。ウェスリーを殺害する。 |                   |
|                                 | ヘレン・ブルッカー Helen Brucker        | ステーシー・トラヴィス Stacey Travis             | 上院議員。表向きはウルフラム&ハートの顧客。2008年の大統領候補で「黒い棘の会」のメンバー。配下をバンパイアで固めている。最終回で事務所を襲撃したガンに脳天を割られる。外見は人間だが血の色は緑。 |                   |
|                                 | セバシス大公 Archduke Sebassis          | リーランド・クルーク Leland Crooke               | 「黒い棘の会」の議長。シリーズ最終回でエンジェルに毒を盛られる。私設の軍隊を所持している。 |                   |
|                                 | Demon Slave                             | ライアン・アルバレス Ryan Alvarez                | 別名：Pee Pee Demon。セバシス大公の奴隷。彼が愛用している飲み物の器の役割を果たす。右腕の手首に注ぎ口がある。 |                   |
|                                 | イジー Izzy                             | マーク・コルソン Mark Colson                     | ウルフラム&ハートの弁護士。「黒い棘の会」のメンバー。最終回でイリリア（エイミー・アッカー）に乗っていた車ごと押しつぶされる。 |                   |
|                                 | シャラビンの族長 Sahrvin Leader         | ニック・ジェイン Nick Jaine                      | ウルフラム&ハートの顧客。「黒い棘の会」の会員でもある。彼の一族はエンジェルの命を受けたリンジーによって滅ぼされる。 |                   |
| Angel: After the Fall(コミック) |                                         |                                                  | |                   |
|                                 | クフ Kr'ph                              |                                                  | ウェストウッド卿。死霊に似た怪物。 |                   |
|                                 | ジョージ                                |                                                  | 別名フィッシュ。Kr'phの側近。テレパス。あだ名の通り魚に似た怪物。 |                   |

### その他
| 第1シーズン | 第1シーズン                 | 第1シーズン                                 | 第1シーズン               | 第1シーズン               | 第1シーズン |
| C/O         | 役                          | 俳優                                        | エピソード(First)         | エピソード(Last)          | ノート |
| ----------- | --------------------------- | ------------------------------------------- | ------------------------- | ------------------------- | --- |
| ◎           | 後見人委員会 （カウンシル） |                                             |                           | Time of Your Life         | バンパイアスレイヤー、ウォッチャーを統括する組織。「バフィー」シリーズでは善玉だが、「エンジェル」シリーズではある意味敵対関係にある組織として登場する。 第1シーズンで悪の道に入ったフェイスの暗殺を図るが、エンジェルたちに阻止される。  |
| 第2シーズン |                             |                                             |                           |                           | |
|             | ベサニー Bethany Chaulk     | デイジー・マクラキン Daisy McCrackin        | 見えない力 Untouched      | 見えない力 Untouched      | 念動能力を持つ女性。自分の父やその他の人間に不信感を持つ。 |
|             | チョーク Mr. Chaulk         | ガレス・ウィリアムズ Gareth Williams        | 見えない力 Untouched      | 見えない力 Untouched      | ベサニーの父。彼女に超能力で窓の外に弾き飛ばされる。 |
| 第3シーズン |                             |                                             |                           |                           | |
|             | グウェン                    | ステファニー・コートニー Stephanie Courtney | 父 Dad                    | 父 Dad                    | ウルフラム&ハートにある資料室の女性。別名:Files and Records。資料室のデータすべてを自分の頭の中に入れている。外見は人間だが、自分の記憶をたどるとき、電算機のような音を立てて、目玉が本のページのようになり、まるでめくるように動作する。 |
| 第5シーズン |                             |                                             |                           |                           | |
|             | フラムキン                  | デヴィッド・フューリー                      | スマイルタイム Smile Time | スマイルタイム Smile Time | TV局「スマイルタイム」に勤める人形製作者兼プロデューサー。パペットに操られる。 |
|             | アマンダ                    | ジェイミー・バーグマン Jaime Bergman        | 時限爆弾 Time Bomb        | 時限爆弾 Time Bomb        | ウルフラム&ハートの顧客。悪魔と契約し、自分のお腹の子を悪魔界のダライ・ラマと信じる。 生まれた赤ん坊はシリーズ最終回「正義は消えず」で、彼の運命を知ったスパイクによって連れ去られる。                                                    |

## 吹き替えキャスト
- エンジェル - 堀内賢雄[5]
- コナー - 浪川大輔
- オズ - 佐々木望
- ウィンフレッド・バークル - 弓場沙織
- カール - 鶴岡聡
- チャールズ・ガン - 奥田啓人
- スパイク - 堀川仁
- シャレード - 板倉光隆
- アンドリュー - 奈良徹
- ハーモニー - 深水由美[6]
- 女神 - 倖月美和[7]
- エドウィーナ - 寺門真希[8]

このほか、増岡太郎、石川ひろあき、椿基之、米田直嗣も出演した。

## 関連商品
- CD：オリジナルサウンドトラック
- DVD：アメリカ合衆国で全シーズンが発売されている。（日本版は未発売）
- フィギュア（人形）
- パペット：エンジェル(第5シーズン「Smile Time」に登場したパペットと同型。)

上記のいずれもオンラインショップで入手可能。
- コミック

## エピソード一覧
| シーズン1 | シーズン1              | シーズン1                         | シーズン1                                                                               | シーズン1                    | シーズン1 | シーズン1                                          | シーズン1      | シーズン1                                   |
| 各話      | 日本語タイトル         | オリジナルタイトル                | 脚本                                                                                    | 監督                         | 解説 | 敵役                                               | 放送日（米国） | ゲスト                                      |
| --------- | ---------------------- | --------------------------------- | --------------------------------------------------------------------------------------- | ---------------------------- | --- | -------------------------------------------------- | -------------- | ------------------------------------------- |
| 1         | 天使の街               | City Of                           | デヴィッド・グリーンウォルト＆ジョス・ウィードン                                        | ジョス・ウィードン           | バフィーと別第1シーズンで悪の道に入ったフェイスの暗殺を図るが、エンジェルたちに阻止される。ていた。このエピソードは『バフィー 〜恋する十字架〜』の『フレッシュマン』とクロスオーバーとなっている。                                                                                               | ラッセル                                           | 1999年10月5日  | サラ・ミシェル・ゲラー（声の出演）          |
| 2         | 孤独                   | Lonely Hearts                     | デヴィッド・フューリー                                                                  | ジェームズ・A・コントナー    | ドイルはバーの客が登場するヴィジョンを見る。エンジェルはヒドゥンの怪物に似た寄生生物と対決する。 |                                                    | 1999年10月12日 | エリザベス・ローム                          |
| 3         | 光と闇                 | In The Dark                       | ダグラス・ペトリ                                                                        | ブルース・セス・グリーン     | オズがロサンゼルスに現れ、エンジェルにアマラの指輪を手渡す。『バフィー 〜恋する十字架〜』の『残酷な日の光』の後編にあたる作品。 |                                                    | 1999年10月19日 | ジェームズ・マースターズ セス・グリーン     |
| 4         | バラバラな男           | I Fall To Pieces                  | 脚本:デヴィッド・グリーンウォルト 原作:ジョス・ウィードン＆デヴィッド・グリーンウォルト | ヴァーン・ジラム             | | メルツァー                                         | 1999年10月26日 |                                             |
| 5         | 解かれた母性愛         | Rm W/a Vu                         | 脚本:ジェーン・エスペンソン 原作:ジェーン・エスペンソン＆デヴィッド・グリーンウォルト   | スコット・マクギニス         | 自宅がゴキブリの巣になっていることを発見したコーディリアはエンジェルに助けを求める。新しいアパートに転居したコーディリアだったが、そのアパートには悪霊が住んでいた。 | ピアソン                                           | 1999年11月2日  | エリザベス・ローム                          |
| 6         | 感受性                 | Sense & Sensitivity               |                                                                                         |                              | |                                                    | 1999年11月9日  | エリザベス・ローム                          |
| 7         | バチェラー・パーティー | Bachelor Party                    | トレーシー・スターン                                                                    | デヴィッド・ストレイトン     | ドイルの前妻が結婚することになった。彼女に元夫がいたことを知った新郎たちはバチェラー・パーティー（結婚式の前夜祭）でドイルを食べようとする。 |                                                    | 1999年11月16日 |                                             |
| 8         | きっと忘れない         | I Will Remember You               |                                                                                         |                              | |                                                    |                | サラ・ミシェル・ゲラー                      |
| 9         | ヒーロー               | Hero                              |                                                                                         |                              | ドイル最後のエピソード。ドイルは虐げられた難民たちを救うため自らを犠牲する。この出来事でドイルの超能力はコーディリアに受け継がれる。 |                                                    |                |                                             |
| 10        | 最後のキッス           | Parting Gifts                     |                                                                                         |                              | |                                                    |                |                                             |
| 11        | 夢遊病                 | Somnambulist                      |                                                                                         |                              | |                                                    |                |                                             |
| 12        | 予期せぬコウノトリ     | Expecting                         |                                                                                         |                              | コーディリアはあるカメラマンと恋に落ちるが...。 |                                                    |                |                                             |
| 13        | 彼女                   | She                               |                                                                                         |                              | |                                                    |                |                                             |
| 14        | 心の奥に…              | I've Got You Under My Skin        |                                                                                         |                              | |                                                    |                |                                             |
| 15        | 放蕩息子               | The Prodigal                      |                                                                                         |                              | |                                                    |                |                                             |
| 16        | 腕輪                   | The Ring                          |                                                                                         |                              | ライラ・モーガンが初登場した作品。 | ライラ・モーガン                                   |                | ステファニー・ロマノフ                      |
| 17        | 永遠                   | Eternity                          |                                                                                         |                              | エンジェルはバンパイアになることを夢見る盛りを過ぎた女優と出会う。彼女を説得するエンジェルだったが、彼女と酒を飲むうち、エンジェルの中のアンジェラスが覚醒してしまう。 | アンジェラス                                       |                |                                             |
| 18        | ゲーム                 | Five By Five                      |                                                                                         |                              | ロサンゼルスにバフィーとの戦いに敗れたフェイスが現れる。彼女に目をつけたウルフラム&ハートはエンジェルのもとへ刺客として送り込む。 | フェイス・レーヘン ライラ・モーガン                |                | エリザ・ドゥシュク ジュリー・ベンツ         |
| 19        | 禁猟区                 | Sanctuary                         |                                                                                         |                              | エンジェルはフェイスを更生させるため自宅で保護することにする。ウルフラム&ハートはフェイスの裏切りを知り、彼女の暗殺を企てる。一方ウェスリーの元にはカウンシルの殺し屋ウェザビーが現れ、自分たちに協力すればカウンシルへの復帰を支援すると持ちかける。                                            | リンジー・マクドナルド                             |                | サラ・ミシェル・ゲラー エリザ・ドゥシュク   |
| 20        | 戦場                   | War Zone                          |                                                                                         |                              | 後にレギュラーとなるガンが登場するエピソード。最初エンジェルに不信感を持つガンだったが...。 |                                                    |                |                                             |
| 21        | ブラインド・デート     | Blind Date                        |                                                                                         |                              | バンパイア退治を行っていたエンジェルは盲目の女性ヴァネッサと出会う。彼女はウルフラム&ハートの殺し屋だった。一方リンジーはウルフラム&ハートの非道なやり方に疑問を抱き、一時的にエンジェルの味方になるが...。                                                                                      | ホランド・マナーズ ヴァネッサ                      |                | クリスチャン・ケイン ステファニー・ロマノフ |
| 22        | 狼たちの街             | To Shanshu In L.A.                |                                                                                         |                              | 『ブラインド・デート』でエンジェルが持ち帰った巻物を解読していたウェスリーはエンジェルが人間になりつつあるとの予言を発見する。 | ヴォッカ リンジー・マクドナルド ホランド・マナーズ |                | ジュリー・ベンツ エリザベス・ローム         |
| シーズン2 |                        |                                   |                                                                                         |                              | |                                                    |                |                                             |
| 23        | 闇の裁判               | Judgment                          |                                                                                         |                              | |                                                    |                |                                             |
| 24        | 妄想のとりこ           | Are You Now Or Have You Ever Been |                                                                                         |                              | |                                                    |                |                                             |
| 25        | ガンが危ない           | First Impressions                 |                                                                                         |                              | |                                                    |                |                                             |
| 26        | 見えない力             | Untouched                         |                                                                                         |                              | 念動能力を持つ少女ベサニーを保護したエンジェルだったが...。彼の部屋にはダーラが忍び込んでいた。 |                                                    |                | ジュリー・ベンツ                            |
| 27        | 昔の恋人               | Dear Boy                          |                                                                                         |                              | |                                                    |                |                                             |
| 28        | ウェスリーの変装       | Guise Will Be Guise               |                                                                                         |                              | |                                                    |                |                                             |
| 29        | ダーラ                 | Darla                             |                                                                                         |                              | |                                                    |                |                                             |
| 30        | ラーモンの呪い         | The Shroud Of Rahmon              |                                                                                         |                              | |                                                    |                |                                             |
| 31        | 試練                   | The Trial                         |                                                                                         |                              | ダーラの余命があと幾ばくもないことを知ったエンジェル。二人で難局を乗り切ろうとする彼らだったが...。 |                                                    |                | ジュリー・ベンツ ジュリエット・ランドー     |
| 32        | 同窓会                 | Reunion                           |                                                                                         |                              | ドゥルーシラによってバンパイアにされてしまったダーラはドゥルーシラを殴りつける。許しを請うドゥルーシラと和解したダーラはホランド・マナーズの屋敷に向かう。 |                                                    |                | ジュリー・ベンツ ジュリエット・ランドー     |
| 33        | 問い直す気持ち         | Redefinition                      |                                                                                         |                              | 前作『同窓会』でエンジェルが取った行動の是非をめぐりエンジェルたちは分裂した。一人ぼっちになったエンジェルは単独でダーラたちと対決する。 |                                                    |                | ジュリー・ベンツ ジュリエット・ランドー     |
| 34        | 汚れた金               | Blood Money                       |                                                                                         |                              | エンジェルは街中でアン・スティールと名乗る若い女性と出会う。彼女は以前バフィーに助けられたことがあった。 |                                                    |                | ジュリア・リー                              |
| 35        | 大事な記念日           | Happy Anniversary                 |                                                                                         |                              | |                                                    |                |                                             |
| 36        | 生死の境               | The Thin Dead Line                |                                                                                         |                              | アン・スティールのシェルターが警官たちの襲撃を受ける。エンジェルは警察署長がヴードゥー教の呪いで殉職警官を蘇らせたことを突き止める。 |                                                    |                | ジュリア・リー                              |
| 37        | 再び                   | Reprise                           |                                                                                         |                              | エンジェルの元にウルフラム&ハートのシニア・パートナーがロスに現れるとの情報が入る。ウルフラム&ハートに潜入したエンジェルの前にダーラが現れて...。 | シニア・パートナー                                 |                | ジュリー・ベンツ                            |
| 38        | 出現                   | Epiphany                          |                                                                                         |                              | |                                                    |                |                                             |
| 39        | 不調和                 | Disharmony                        | デヴィッド・フューリー                                                                  | フレッド・ケラー             | 職場で帰宅の準備を進めていたコーディリアの前にかつての親友ハーモニーが現れる。彼女がバンパイアになったことを知らないコーディリアは彼女を自宅に泊める。一方、コーディリアの予知で公園に出没しているバンパイアの存在を知ったエンジェルたちはねずみ講的な側面を持つバンパイア・カルトの存在を知る。 | ハーモニー・ケンドール                             |                | メルセデス・マクナブ アリソン・ハニガン     |
| 40        | 行き止まり             | Dead End                          | デヴィッド・グリーンウォルト                                                            | ジェームズ・A・コントナー    | リンジーが右手の移植手術を受けることになった。しかし、新しい右手には悪魔の医師によりある細工が施されていた。不信感を募らせたリンジーはウルフラム&ハートを辞職することを決意する。 |                                                    |                | クリスチャン・ケイン                        |
| 41        | 所属品                 | Belonging                         |                                                                                         |                              | |                                                    |                |                                             |
| 42        | 虹の彼方に             | Over the Rainbow                  | ミア・スミス                                                                            | フレッド・ケラー             | |                                                    | 2001年5月8日   |                                             |
| 43        | 逆さの時空間           | Through The Looking Glass         | ティム・マイナー                                                                        | ティム・マイナー             | |                                                    | 2001年5月15日  |                                             |
| 44        | 帰還の末               | There's No Place Like Plrtz Glrb  | デヴィッド・グリーンウォルト                                                            | デヴィッド・グリーンウォルト | 『バフィー 〜恋する十字架〜』の『ギフト』とクロスオーバーしているエピソード。地獄から帰還したエンジェルは訪ねてきたウィローの表情からバフィーの死を知る。 |                                                    | 2001年5月22日  | アリソン・ハニガン                          |
| シーズン3 |                        |                                   |                                                                                         |                              | |                                                    |                |                                             |
| 45        | 鼓動                   | Heartthrob                        | デヴィッド・グリーンウォルト                                                            | デヴィッド・グリーンウォルト | コーディリアはバンパイアによるパーティ会場襲撃事件を予知する。現場に駆けつけたエンジェルたちは人質を逃がしバンパイアたちを退治する。そのバンパイアのリーダーはエンジェルが昔付き合いのあったジェームズ・ホルツ（ロン・メレンデス)の恋人エリザベス(ケイト・ノービー)だった。                      | ジェームズ・ホルツ エリザベス                      | 2001年9月24日  | キース・ザラバッカ ジュリー・ベンツ         |
| 46        | 幻覚                   | That Vision Thing                 |                                                                                         |                              | |                                                    |                |                                             |
| 47        | 旧き仲間たち           | That Old Gang Of Mine             |                                                                                         |                              | |                                                    |                |                                             |
| 48        | 夜を楽しめ!            | Carpe Noctem                      |                                                                                         |                              | |                                                    |                |                                             |
| 49        | フレッドがいない       | Fredless                          |                                                                                         |                              | |                                                    |                |                                             |
| 50        | ビリー                 | Billy                             |                                                                                         |                              | |                                                    |                |                                             |
| 51        | 子供                   | Offspring                         |                                                                                         |                              | |                                                    |                |                                             |
| 52        | 胎動                   | Quickening                        |                                                                                         |                              | |                                                    |                |                                             |
| 53        | 子守唄                 | Lullaby                           | ティム・マイナー                                                                        | ティム・マイナー             | ダーラが自ら命を絶つエピソード。塵と化したダーラの体の中から赤子が誕生する。 | ダニエル・ホルツ                                   | 2001年11月19日 | キース・ザラバッカ                          |
| 54        | 父                     | Dad                               | デヴィッド・H・ゴールドマン                                                             | フレッド・ケラー             | エンジェルは息子に対し、お馬鹿なあやし方をする。一方ライラはエンジェルとトラブルとなっているホルツに関する資料を探す。 |                                                    | 2001年12月10日 | ステファニー・ロマノフ                      |
| 55        | 誕生日                 | Birthday                          | ミア・スミス                                                                            | マイケル・グロスマン         | |                                                    | 2002年1月14日  |                                             |
| 56        | 依頼人                 | Provider                          |                                                                                         |                              | |                                                    |                |                                             |
| 57        | 舞台袖                 | Waiting In The Wings              |                                                                                         |                              | |                                                    |                |                                             |
| 58        | 疎外感                 | Couplet                           |                                                                                         |                              | |                                                    |                |                                             |
| 59        | 友情                   | Loyalty                           |                                                                                         |                              | |                                                    |                |                                             |
| 60        | 長い眠り               | Sleep Tight                       |                                                                                         |                              | |                                                    |                |                                             |
| 61        | 追求                   | Forgiving                         |                                                                                         |                              | |                                                    |                |                                             |
| 62        | 過去の精算             | Double Or Nothing                 |                                                                                         |                              | |                                                    |                |                                             |
| 63        | 代償                   | The Price                         |                                                                                         |                              | |                                                    |                |                                             |
| 64        | 見知らぬ世界           | A New World                       |                                                                                         |                              | |                                                    |                |                                             |
| 65        | Benediction            | 祝福                              |                                                                                         |                              | ホルツがエンジェルの前に現れ、彼らは200年間続いた争いに終止符を打つ。 |                                                    |                |                                             |
| 66        | Tomorrow               | 新たな運命                        |                                                                                         |                              | 息子と水入らずの生活を送ろうとするエンジェルだったが、ジャスティーヌのわなにはまったコナーにより、エンジェルは海底に沈められてしまう。 | ジャスティーヌ・クーパー                           |                | ローレル・ホロマン                          |
| シーズン4 |                        |                                   |                                                                                         |                              | |                                                    |                |                                             |
| 67        | 海底にて               | Deep Down                         |                                                                                         |                              | ジャスティーヌのわなで海底に沈められたエンジェルは生きながらえていた。一方ジャスティーヌを捕らえたウェスリーはエンジェルの居場所を聞き出し、彼を救出する。 | ジャスティーヌ・クーパー                           |                | ローレル・ホロマン                          |
| 68        | 失くしたもの           | Ground State                      |                                                                                         |                              | |                                                    |                |                                             |
| 69        | 先物取引               | The House Always Wins             |                                                                                         |                              | |                                                    |                |                                             |
| 70        | ベツレヘムへ身をかがめ | Slouching Toward Bethlehem        |                                                                                         |                              | エンジェルたちは記憶を失ったコーディリアに歌を歌わせローンに彼女の未来を読ませようとする。ローンは歌の途中で不吉な予感がし部屋を飛び出してしまう。 |                                                    |                |                                             |
| 71        | 物理学へのいざない     | Supersymmetry                     |                                                                                         |                              | |                                                    |                |                                             |
| 72        | 17歳                   | Spin The Bottle                   | ジョス・ウィードン                                                                      | ジョス・ウィードン           | コーディリアの記憶を取り戻すためエンジェルたちはローンの協力で彼女に記憶を戻す魔法をかける。しかし魔法の失敗で部屋にいる全員が17歳までの記憶しかなくなってしまう。 |                                                    |                |                                             |
| 73        | 炎の夜                 | Apocalypse, Nowish                |                                                                                         |                              | 謎のモンスタービーストが登場するエピソード。コーディリアは将来への不安からコナーと寝てしまう。 | ビースト                                           |                |                                             |

## サウンドトラック

### Angel: Live Fast, Die Never

#### 曲目
1. "The Sanctuary (Extended Remix) (Angel Main Theme) - Darling Violetta[14]
2. "Start the Apocalypse" - 『炎の夜』のラストシーンで使用された曲。この曲の一部は最終回『正義は消えず』のエンジェルとハミルトンの戦闘シーンでも使用された。
3. "The End of the World"
4. "Massive Assault"
5. "Home"-第4シーズンの最終回『家族』で使用された曲。
6. "Hero" feat. Elin Carlson-第1シーズンの第9話『ヒーロー』で使用された曲。この曲の一部は第5シーズンの『パワープレー』でも使用された。
7. "Judgment & Jousting"
8. "The Birth of Angelus" feat. Elin Carlson
9. "Rebellion"
10. "The Trials for Darla"
11. "Dreaming of Darla"
12. "Untouched/Darla's Fire"
13. "Darla's Sacrifice"
14. "Welcome to Pylea"
15. "Through the Looking Glass"
16. "Castle Attack"
17. "Cordy Meets Fred"
18. "Princess Cordelia"
19. "Farewell Cordelia"
20. "I'm Game"
21. "Touched" - VAST
22. "LA Song" - Christian Kane
23. "Lady Marmalade" - Andy Hallett
24. "It's Not Easy Being Green" - Andy Hallett
25. "A Place Called Home" - Kim Richey